# 刑事アフター5
『刑事アフター5』（けいじアフターファイブ）は、2020年10月1日にテレビ朝日と松竹の共同制作により、テレビ朝日系で放送された刑事ドラマ。
尾上菊之助のテレビドラマ初主演作品。

## 概要
犯罪は24時間起きている。だから刑事も24時間不眠不休で犯罪に立ち向かう。
しかし、刑事に働き方改革が導入されたら…
24時間不眠不休で犯罪に立ち向かう敏腕刑事が、働き方改革に巻き込まれ「8時間定時労働」の足かせで悪戦苦闘しながら、事件解決に奔走する活躍譚である。

## あらすじ
捜査一課刑事・広橋航（尾上菊之助）が率いる広橋班は、ある日「新しい働き方推進モデル班」に指定された。労務管理コンサルタントの九路五月（玉城ティナ）が、刑事の勤務状況を1分単位で管理することに。それに伴い、午後5時以降の捜査を禁じられる。
戸惑う広橋のもとへ料理教師が殺害されたとの一報が。しかし、勤怠管理の五月に見張られているため捜査は不可能。仕方なく広橋は5時以降（アフター5）に捜査としてではなく料理教室の体験として潜入するが、五月に見つかってしまう。

## キャスト

### 広橋班関係者
広橋航（ひろはし わたる）
演 - 尾上菊之助
警視庁・捜査一課の刑事。広橋班の班長。階級は警部。
犯人の気配を捕らえる姿が獲物を狙うハシビロコウに似ていることから、付いたあだ名は「捜1のハシビロコウ」。
九路五月（くじ さつき）
演 - 玉城ティナ（小学生：古川凛）
「新しい働き方推進モデル班」の推進のために、大手コンサル企業から捜査一課・広橋班に派遣されてきた労務管理コンサルタント。幼少期に、父親（演：長谷川初範）を過労死で亡くしている。
坂田悠也（さかた ゆうや）
演 - 加藤諒
広橋班の刑事。階級は巡査部長。聞き込みなどで人の懐に入り込むのがうまい。
浦井健介（うらい けんすけ）
演 - 阿部進之介
広橋班の刑事。階級は警部補。記憶力がかなりいい。
辻大樹（つじ だいき）
演 - 藤本隆宏
広橋班の刑事。階級は警部補。広橋より年上のベテラン。
諏訪光喜（すわ みつよし）
演 - 木山廉彬
増員された広橋班の刑事。
橋爪太一（はしづめ たいち）
演 - 松田悠我
増員された広橋班の刑事。
保坂まどか（ほさか まどか）
演 - 小林きな子
広橋班の事務職員。
熊谷和徳（くまがい かずのり）
演 - 伊武雅刀
警視庁・捜査一課の刑事部長。

### 広橋家
広橋三菜子（ひろはし みなこ）
演 - 星野真里
広橋の妻。
広橋菜花（ひろはし はな）
演 - 深尾あむ
広橋と三菜子の娘。

### 事件関係者
増川琴美（ますかわ ことみ）〈26〉
演 - 北乃きい
越谷と関係があった笠原真由子の親友。
ロドリゴ田中（ロドリゴ たなか）
演 - パパイヤ鈴木
アルゼンチンタンゴ教師。本名はロドリゴ・エルナンデス。
越谷士郎（こしがや しろう）〈38〉
演 - 賀集利樹
被害者。料理教室「グッドホームクッキング」講師。1982年4月26日生まれ。
吉木さやか（よしき さやか）〈28〉
演 - おのののか
越谷の交際相手。IT企業「パラレルネッツ」勤務。1992年8月12日生まれ。
笠原洋子（かさはら ようこ）
演 - 原久美子
笠原真由子の母。　
西条エリナ（さいじょう エリナ）〈32〉
演 - りんごちゃん
越谷と同じ料理教室の講師。人気講師の座を越谷と争っていた一方で、過去に関係も持っていた。1988年6月26日生まれ。
笠原真由子（かさはら まゆこ）
演 - 永尾まりや
越谷の料理教室の受講者だったが1年前にすでに他界している。越谷の子を妊娠、多額の金額を越谷に貸していたことが判明する。
虻島美穂（あぶしま みほ）
演 - 虻川美穂子
越谷の料理教室の受講生。
金田良子（かねだ りょうこ）
演 - キンタロー。
越谷の料理教室の受講生。
浅利真奈（あさり まな）
演 - しじみ
越谷の料理教室の受講生。

### その他
片山徹
演 - 松本実
西東京市の強盗殺人犯。

## スタッフ
- 監督 - 本橋圭太
- 脚本 - 森ハヤシ
- 編成 - 小鴨翔（テレビ朝日）、岩田皐希（テレビ朝日）
- 警察監修 - 石坂隆昌
- 法律監修 - 小川陽一
- アルゼンチンタンゴ指導 - Sae & Juan Carlos
- スタントコーディネーター - 劔持誠
- 技術協力 - バル・エンタープライズ
- ゼネラルプロデューサー - 関拓也（テレビ朝日）
- プロデューサー - 川島誠史（テレビ朝日）、渡邊竜（松竹）
- 制作協力 - 松竹撮影所
- 制作 - テレビ朝日、松竹

## 放送日程
| 放送日        | ラテ欄 |
| ------------- | --- |
| 2020年10月1日 | 残業禁止!! 捜査は5時まで! 働き方改革で熱血刑事が趣味人に!? タンゴを習って解決!? 料理のさしすせそ連続殺人事件の謎 |